# Ntambeng
Ntambeng est une localité du Cameroun située dans la région du Nord-Ouest, le département de Mezam, et la commune de Bamenda IIe.

## Géographie
La localité s'étend au nord-est du chef-lieu communal Mankon et à l'ouest de la route nationale 11.

## Population
Lors du recensement de 2005, on y a dénombré 457 personnes.

## Cultes
La paroisse catholique de Ntambeng relève de la doyenné de Mankon de l'archidiocèse de Bamenda.